# Hong Yeo-jin
Hong Yeo-jin (5 de febrero de 1958) es una actriz surcoreana. Su familia emigró a California, Estados Unidos en 1977, y ella comenzó a trabajar como locutora y modelo comercial en Los Ángeles en 1978. Se unió al concurso Miss Corea 1979, y representó a su país en el Miss Mundo de ese mismo año. Debutó como actriz en 1987, y se mantiene activa tanto en el cine como en la televisión surcoreana. Es una sobreviviente de cáncer de mama.

## Filmografía

### Cine
| Año  | Título                                      | Rol                   |
| ---- | ------------------------------------------- | --------------------- |
| 1989 | Lost Love                                   | Kim Jae-yi            |
| 1991 | A Middle Aged Woman's Crisis                | Oh Hye-jung           |
| 1991 | Karma                                       | Sun-rye               |
| 1992 | The Foggy Nights of Rio de Janeiro Are Deep | Soo-in                |
| 1992 | Dangerous Level                             |                       |
| 1992 | The Man Who Always Takes the Last Train     |                       |
| 1993 | The Age of Women Will Never End             |                       |
| 1993 | Eros                                        | Yoon So-hee           |
| 1993 | The Season of Sarah                         | Hyun Ji-hye           |
| 1993 | The Blue Nights of Osaka                    |                       |
| 1993 | A Girl at the Age of 18                     |                       |
| 1995 | Yellow Handkerchief                         |                       |
| 1997 | Father vs. Son                              | Madam Hong            |
| 1998 | First Kiss                                  | esposa de Sung-joo    |
| 1999 | Route 7                                     | Shopgirl              |
| 2003 | Live or Die                                 | hermana mayor Wang    |
| 2007 | Miss Gold Digger                            | madre de Dong-min     |
| 2008 | Crazy Waiting                               | madre de Park Won-jae |
| 2008 | 4 Days                                      | Kim Sook-ja           |
| 2012 | The Concubine                               | lady Suragan          |
| 2013 | Wedding Palace                              | madre de Na-young     |
| 2015 | Love Clinic                                 | madre de Gil Sin-seol |

### Serie de televisión
| Año  | Título                                         | Rol                                           | Red       |
| ---- | ---------------------------------------------- | --------------------------------------------- | --------- |
| 1989 | Let's Go, Butterfly                            |                                               | MBC       |
| 1994 | Hero's Diary                                   |                                               | SBS       |
| 1994 | Kkachi                                         |                                               | SBS       |
| 1995 | Until We Meet Again                            |                                               | SBS       |
| 1996 | Expedition of Men                              | Yang Myung-boon                               | SBS       |
| 1997 | Women                                          |                                               | SBS       |
| 1998 | Letters Written on a Cloudy Day                | Madam Oh                                      | SBS       |
| 1998 | Paper Crane                                    |                                               | KBS2      |
| 1999 | The Clinic for Married Couples: Love and War   |                                               | KBS2      |
| 2001 | Hotelier                                       | invitada VIP                                  | MBC       |
| 2001 | Happy Thieves                                  |                                               | KBS       |
| 2001 | Piano                                          | vecida en Mokpo de Han Eok-kwan               | SBS       |
| 2003 | All In                                         | anfitriona del bar                            | SBS       |
| 2003 | Fairy and Swindler                             |                                               | MBC       |
| 2006 | A Woman's Choice                               | madre de Jung Soo-jung                        | KBS2      |
| 2006 | Love and Hate                                  | Ye Mi-sun                                     | SBS       |
| 2006 | 90 Days, Time to Love                          | hermana mayor de Kim Tae-hoon                 | MBC       |
| 2007 | Thank You                                      | Kang Hye-jung                                 | MBC       |
| 2007 | In-soon Is Pretty                              | Nam So-jung                                   | KBS2      |
| 2008 | Hometown of Legends "Gumiho"                   | madre de Lee Hyo-moon                         | KBS2      |
| 2008 | Temptation of Wife                             | Mrs. Lee                                      | SBS       |
| 2008 | I Love You, Don't Cry                          | madre de Min Seo-young                        | MBC       |
| 2009 | Brilliant Legacy                               | SBS                                           |           |
| 2009 | Hometown of Legends "Surrogate Mother"         | madre de Ho-seung/ su alteza real la Princesa | KBS2      |
| 2009 | Can Anyone Love                                | Ahn Dae-sook                                  | SBS       |
| 2009 | Enjoy Life                                     | Mrs. Oh                                       | MBC       |
| 2009 | Don't Hesitate                                 | Hong Na-ryung                                 | SBS       |
| 2010 | Dandelion Family                               | madre de Min Myung-seok                       | MBC       |
| 2010 | Giant                                          | Yang Myung-ja                                 | SBS       |
| 2010 | It's Okay, Daddy's Girl                        | Lee Soon-jung                                 | SBS       |
| 2011 | Indomitable Daughters-in-Law                   | madre de Sang-woo                             | MBC       |
| 2011 | Heartstrings                                   | madre de Han Hee-joo                          | MBC       |
| 2012 | My Husband Got a Family                        | madre de Bang Go-ok(cameo)                    | KBS2      |
| 2012 | Yellow Boots                                   | Julia/Joo Hye-ran                             | tvN       |
| 2012 | Ji Woon-soo's Stroke of Luck                   | Mrs. Jeon                                     | TV Chosun |
| 2012 | Bridal Mask                                    | esposa del Congresista Hyun                   | KBS2      |
| 2012 | Ms Panda and Mr Hedgehog                       | Hwang Jung-rye                                | Channel A |
| 2012 | The Clinic for Married Couples: Love and War 2 | KBS2                                          |           |
| 2013 | Childless Comfort                              | tía de Lee Young-hyun (cameo)                 | jTBC      |
| 2013 | Queen of Ambition                              | profesora de la esposa de Ha Ryu              | SBS       |
| 2013 | I Can Hear Your Voice                          | amiga de Eo Choon-shim                        | SBS       |
| 2013 | Scandal: A Shocking and Wrongful Incident      | madre de Gong Ki-chan                         | MBC       |
| 2013 | Can't Take It Anymore                          | Lee Nak-bok                                   | jTBC      |
| 2013 | The King's Daughter, Soo Baek-hyang            | Gaya Ki Moon Bureau                           | MBC       |
| 2014 | Temptation                                     | Jung Yoon-seok                                | SBS       |
| 2015 | The Invincible Lady Cha                        | Mimi                                          | MBC       |

### Espectáculo de variedades
| Año  | Título | Red | Notas              |
| ---- | ------ | --- | ------------------ |
| 2013 | Splash | MBC | Miembro del elenco |

## Teatro
| Año  | Título      | Papel            |
| ---- | ----------- | ---------------- |
| 2013 | Las mujeres | Geum Naeng-jeong |

## Premios y nominaciones
| Año  | Premio                     | Categoría                     | Nominación                                      | Resultado |
| ---- | -------------------------- | ----------------------------- | ----------------------------------------------- | --------- |
| 1979 | Concurso Miss Corea        | Miss Mundo Corea              | [NA]: {{{1}}}                                   | Ganadora  |
| 1979 | Miss Mundo                 | Concursante                   | [NA]: {{{1}}}                                   | Nominada  |
| 1993 | 29 de Baeksang Arts Awards | Actriz Más Popular (Película) | The Foggy Nights of Rio de Janeiro Are Deepndas | Ganadora  |